# Agostische Wechselwirkung
Der Begriff agostische Wechselwirkung wurde erstmals 1983 von Maurice Brookhart und Malcolm L. H. Green für die intramolekulare Wechselwirkung von C-H-Bindungen mit Übergangsmetallzentren von Komplexen geprägt. Mittlerweile wird der Begriff viel weiter gefasst. Man versteht darunter generell bindende Wechselwirkungen zwischen Bindungselektronenpaaren und elektronendefizitären (Lewis-sauren) Atomen in Komplexen oder in Molekülverbindungen elektropositiver Elemente. Somit können auch intermolekulare sowie Wechselwirkungen zu Hauptgruppen- und 4f-Elementen als agostische Wechselwirkungen bezeichnet werden.